# Nicolas Maurice-Belay
Nicolás Maurice-Belay, às vezes garfado Nicholas Maurice-Belay (nascido em 19 de abril de 1985, em Sucy-en-Brie) é um futebolista francês  que, depois de uma fase em que esteve sem clube, se encontra ao serviço do Bergerac Périgord FC.
Maurice-Belay fez toda a sua carreira em França. Foi formado no Monaco e representou Sedan, Sochaux e Bordeaux – todos clubes da Ligue1.

## Carreira
Belay começou a carreira no Bordeaux.